# TKt1
TKt1 – polskie oznaczenie parowozu-tendrzaka pruskiej serii T14, późniejszej niemieckiej Br 93.0–4. Używane były również przez PKP.

## Konstrukcja
Lokomotywy serii T14 oznaczone przez PKP jako TKt1 były parowozami-tendrzakami konstrukcji niemieckiej produkowanymi w latach 1914 – 1919. Łącznie zbudowano w Niemczech ponad 500 sztuk tych parowozów.
Parowozy zaprojektowane były do obsługi kolei miejskich w obrębie Berlina, a także do prowadzenia pociągów na trasach górskich. Założeniem konstrukcyjnym było uzyskanie stosunkowo dużej siły pociągowej, znacznych przyśpieszeń rozruchowych oraz jednakowej prędkości w obydwu kierunkach. Narzucało to układ osi napędowych i tocznych 1'D'1 (przednia oś toczna, cztery osie napędowe, tylna oś toczna). Parowóz posiadał cztery skrzynie wodne: dwie po bokach kotła, trzecią nad tylną osią toczną i czwartą nad pierwszą i drugą osią napędową.
Mimo początkowych planów nie skierowano parowozów do obsługi kolei berlińskich, gdyż zdecydowano się na elektryfikację węzła berlińskiego. Posiadane lokomotywy skierowano wówczas na linie górskie Saksonii. Po I wojnie światowej oznaczono je w Niemczech jako seria (Baureihe) 930-4.

## Własności trakcyjne i użytkowanie
Po I wojnie światowej Polska otrzymała pewną liczbę tych lokomotyw, spośród których 27 eksploatowano. Skierowano je zgodnie z przeznaczeniem na linie górskie, m.in. linię Kraków–Zakopane. Mimo znacznej siły pociągowej parowozy okazały się nieudane. Z powodów konstrukcyjnych parowóz był źle wyważony, co ograniczało jego prędkość do 60 km/h. W terenie płaskim jadąc z prędkością 40 km/h parowóz osiągał moc 1000 KM i mógł ciągnąć składy o ciężarze 2000 t. Z powodu częstych awarii parowóz okazał się mało przydatny w ruchu osobowym i towarowym. Zarząd PKP zdecydował się na zastąpienie TKt1 na linii zakopiańskiej nowym,  bardziej efektywnym, parowozem konstrukcji polskiej OKz32.

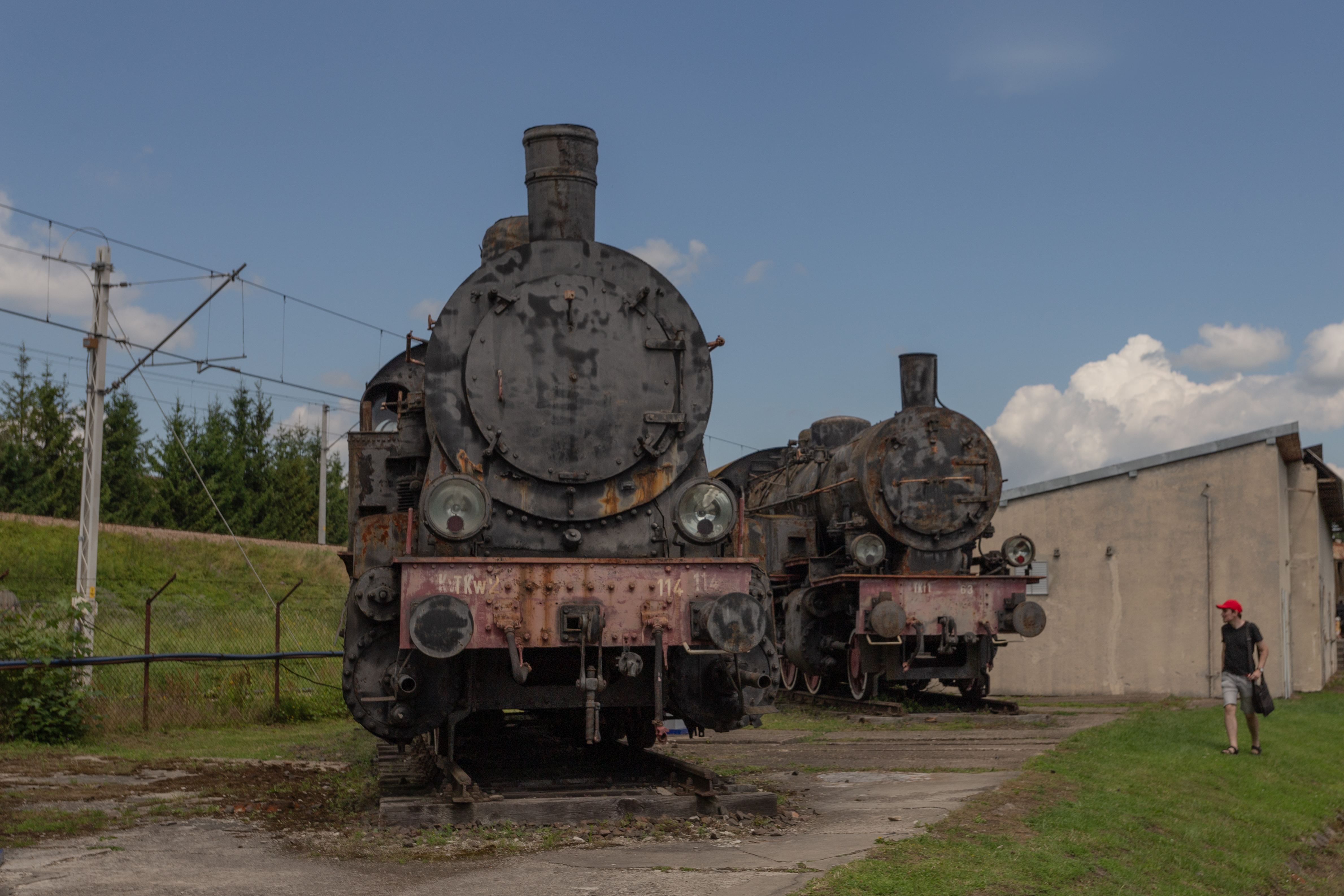
TKt1-62, Skansen Taboru Kolejowego w Chabówce (2025)

Jedyny w Polsce egzemplarz lokomotywy TKt1 znajduje się w Skansenie Taboru Kolejowego w Chabówce. Parowóz jest nieczynny, stanowi jedynie egzemplarz muzealny.